# Педросо, Ядислейди
Ядислейди Педросо Гонсалес (исп. Yadisleidy Pedroso González; род. 28 января 1987, Гавана) — кубинская и итальянская легкоатлетка, специалистка по барьерному бегу. Выступала на профессиональном уровне в 2003—2021 годах, чемпионка Средиземноморских игр, пятикратная чемпионка Италии в беге на 400 метров с барьерами, участница двух летних Олимпийских игр.

## Биография
Ядислейди Педросо родилась 28 января 1987 года в Гаване, Куба.
Успешно выступала на различных кубинских и центральноамериканских стартах начиная с 2003 года.
В 2009 году в составе кубинской сборной в беге на 400 метров с барьерами одержала победу на Играх АЛБА в Гаване, выиграла серебряную медаль на чемпионате Центральной Америки и Карибского бассейна в Гаване.
С 2011 года постоянно проживала в Италии и выступала преимущественно на европейских соревнованиях, проходила подготовку под руководством итальянского тренера Массимо Матроне, за которого впоследствии вышла замуж. В 2013 году получила итальянское гражданство, сразу же стала чемпионкой Италии в 400-метровом барьерном беге и вошла в итальянскую сборную.
В 2014 году в беге на 400 метров с барьерами заняла седьмое место на командном чемпионате Европы в Брауншвейге и пятое место на чемпионате Европы в Цюрихе.
В 2015 году финишировала третьей на командном чемпионате Европы в Чебоксарах, выступила на чемпионате мира в Пекине.
Выполнив олимпийский квалификационный норматив (56,20), удостоилась права защищать честь страны на летних Олимпийских играх 2016 года в Рио-де-Жанейро — в программе барьерного бега на 400 метров дошла до стадии полуфиналов.
В 2017 году была второй на командном чемпионате Европы в Лилле, дошла до полуфинала на чемпионате мира в Лондоне.
В 2018 году одержала победу на Средиземноморских играх в Таррагоне, стала пятой на чемпионате Европы в Берлине.
На чемпионате мира 2019 года в Дохе остановилась на стадии полуфиналов.
В 2021 году принимала участие в Олимпийских играх в Токио, где в беге на 400 метров с барьерами так же дошла до полуфинала.